# The Batman (2022.)
The Batman je američki akcijski film iz 2022. u koprodukciji, koautorstvu i režiji Matta Reevesa. Film je reboot filmskog serijala o Batmanu. U njemu glume Robert Pattinson kao Bruce Wayne/Batman, te Zoë Kravitz, Paul Dano, Jeffrey Wright, John Turturro, Peter Sarsgaard, Andy Serkis i Colin Farrell. Priča prikazuje Batmana, koji se već dvije godine bori protiv kriminala u Gotham Cityju, kako otkriva korupciju dok progoni Riddlera (Dano), serijskog ubojicu koji cilja Gothamovu elitu.
Razvoj je započeo nakon što je Ben Affleck dobio ulogu Batmana u DC Extended Universe (DCEU) 2013. Affleck je potpisao režiju, producenta, koscenarista i glavnu ulogu u filmu The Batman, ali je imao rezervi prema projektu i odustao je. Reeves je preuzeo i preradio priču, uklanjajući DCEU veze. Nastojao je istražiti Batmanovu detektivsku stranu više od prethodnih filmova, crpeći inspiraciju iz filmova Alfreda Hitchcocka i ere Novog Hollywooda te stripova kao što su Year One (1987.), The Long Halloween (1996.–97.) i Ego (2000.). Pattinson je dobio glavnu ulogu u svibnju 2019., a daljnja glumačka postava objavljena je krajem 2019. Snimanje je započelo u Ujedinjenom Kraljevstvu u siječnju 2020., ali je prekinuto u ožujku zbog pandemije COVID-19. Nastavio se kasnije tijekom godine i završio u Chicagu u ožujku 2021.
Nakon što je pandemija COVID-19 uzrokovala dva odgađanja originalnog datuma prikazivanja u lipnju 2021., Batman je premijerno prikazan u Lincoln Centeru na Manhattanu 1. ožujka 2022., a u kinima je prikazan diljem svijeta 4. ožujka. Film je bio komercijalni uspjeh i zaradio preko 770 milijuna dolara u odnosu na budžet od 185 do 200 milijuna dolara, što ga čini petim filmom s najvećom zaradom 2022. Dobio je pozitivne kritike od kritičara, s pohvalama za izvedbe, glazbu, kinematografiju, Reevesovu režiju, akcijske sekvence i priču, iako je vrijeme izvođenja dobilo neke kritike. Film bi trebao pokrenuti Batman zajednički svemir, s dva planirana nastavka i dvije spin-off televizijske serije u razvoju za HBO Max.
Film je smješten na Zemlju-2, tako da nije povezan sa Zemljom-1 DCEU-a.

## Radnja
Na Noć vještica, maskirani ubojica, poznat kao Riddler, ubija gradonačelnika Gothama Cityja Don Mitchell Jr. u njegovoj kući. Povučeni milijarder Bruce Wayne, koji već dvije godine djeluje kao osvetnik Batman, istražuje ubojstvo zajedno s Policijskom upravom Gotham Cityja (GCPD). Poručnik James Gordon otkriva poruku koju je Riddler ostavio Batmanu. Sljedeće noći Riddler ubija komesara Petea Savagea i ostavlja drugu poruku Batmanu.
Batman i Gordon otkrivaju da je Riddler u Mitchellovom automobilu ostavio memorijsku jedinicu koja sadrži slike Mitchella sa ženom, Annikom Kosolov, u Iceberg Loungeu—noćnom klubu kojim upravlja Penguin, poručnik gangstera Carminea Falconea. Dok se Pingvin izjašnjava da ne zna ništa, Batman primjećuje da Selina Kyle, Annikina cimerica, radi u klubu kao konobarica. Kada Annika nestane, Batman šalje Selinu natrag u Iceberg Lounge po odgovore i otkriva da je Savage bio na Falconeovoj platnoj listi, kao i okružni tužitelj Gil Colson.
Riddler otima Colsona, pričvrsti mu tempiranu bombu oko vrata te ga šalje da prekine Mitchellov sprovod. Kada Batman stigne, Riddler ga zove preko Colsonovog telefona i prijeti da će detonirati bombu ako Colson ne odgovori na tri zagonetke. Colson odbija odgovoriti na treće - ime doušnika koji je GCPD-u dao informacije koje su dovele do povijesnog hapšenja droge čime je okončana operacija gangstera Salvatorea Maronija - i umire. Batman i Gordon zaključe da bi doušnik mogao biti Pingvin i prate ga do lokacije s drogom. Otkrivaju da je Maronijeva operacija prebačena na Falconea, s mnogo korumpiranih službenika GCPD-a. Selina ih nenamjerno razotkrije kada stigne ukrasti novac i otkrije Annikino tijelo u prtljažniku automobila. Nakon potjere automobilom, Batman uhvati Pingvina, ali shvaća da on nije doušnik.
Batman i Gordon slijede Riddlerov trag do ruševina sirotišta koje su financirali Bruceovi ubijeni roditelji, Thomas i Martha Wayne, gdje saznaju da je Riddler kivan na obitelj Wayne. Bruceov batler i njegovatelj, Alfred Pennyworth, hospitaliziran je nakon što je otvorio pismo bombu naslovljeno na Brucea. Riddler otkriva dokaze da je Thomas, koji se kandidirao za gradonačelnika prije nego što je ubijen, unajmio Falconea da ubije novinara jer je prijetio da će otkriti pojedinosti o povijesti mentalnih bolesti Marthe i njezine obitelji. Bruce, koji je odrastao vjerujući da je njegov otac moralno savršeno pošten, suočava se s Alfredom, koji objašnjava da je Thomas samo tražio od Falconea da zaprijeti novinaru da ušutka; Thomas je planirao sebe i Falconea predati policiji nakon što je saznao da je Falcone umjesto toga ubio novinara. Alfred vjeruje da je Falcone dao ubiti Thomasa i Marthu kako bi to spriječio.
Selina otkriva Batmanu da je Falcone njezin zanemareni otac. Ona ga odluči ubiti nakon što je saznala da je zadavio Anniku jer joj je Mitchell rekao da je Falcone doušnik. Batman i Gordon stižu na vrijeme da je zaustave, ali Riddler ubija Falconea dok ga uhićuju. Riddler je razotkriven kao forenzički računovođa Edward Nashton i zatvoren u državnoj bolnici Arkham, gdje objašnjava Batmanu da je od njega uzeo inspiraciju za pravdu kada je ciljao na korumpirane. Batman doznaje da je Nashton postavio automobile bombe po Gothamu i njeguje online pratioce koji planiraju ubiti novoizabranu gradonačelnicu Bellu Reál.
Bombe uništavaju nasip oko Gothama i poplavljuju grad. Nashtonovi sljedbenici pokušavaju ubiti Reál, ali ih zaustavljaju Batman i Selina. Nakon toga, Nashton se sprijatelji s drugim zatvorenikom, dok Selina smatra da Gotham nije za spasiti i odlazi. Batman pomaže u naporima oporavka i obećava da će potaknuti nadu u Gothamu.

## Glumačka postava

### Glavna
- Robert Pattinson kao Bruce Wayne/Batman: Povučeni milijarder koji opsesivno štiti Gotham City kao maskirani osvetnik kako bi se nosio sa svojom traumatičnom prošlošću. Batman ima oko 30 godina i još nije iskusan borac protiv kriminala jer je redatelj Matt Reeves želio istražiti lik prije nego što postane "potpuno formiran". Reeves i Pattinson opisali su Batmana kao nesanicu koji ne može razgraničiti ličnost Batmana i njegov javni identitet "pustinjačke rock-zvijezde" kao Bruce, s Reevesom koji je njegovu opsjednutost time da bude Batman usporedio s ovisnošću o drogama. Pattinson je rekao da film propituje prirodu junaštva, jer Batman ima više mana od tradicionalnih superjunaka i ne može se kontrolirati, nastojeći riješiti svoj bijes i "istjerati svoju vrstu pravde". Reeves je film smatrao pričom o Batmanu koji uči da se ne smije osvetiti, već da treba potaknuti nadu.
- Zoë Kravitz kao Selina Kyle/Catwoman: Konobarica u noćnom klubu, diler droge i provalnik koja susreće Batmana dok traži svoju nestalu cimericu; njezina moralna dvosmislenost izaziva Batmanov crno-bijeli pogled na dobro i zlo. Kravitz je rekla da lik postaje femme fatale i "pokušava shvatit tko je ona, možda nešto više nego samo netko tko pokušava preživjeti". Opisala ju je kao tajanstveni lik s nejasnim motivima, koji predstavlja ženstvenost u kontrastu s Batmanovom muževnošću. Rekla je da su njih dvoje "partneri u zločinu", okupljeni željom da se bore za slabije ljude. Reeves je Selinu vidio kao Batmanovo buđenje iz vlastitog zaštićenog odgoja i unaprijed stvorenih pretpostavki. Kravitz se više usredotočila na Selinu nego na njenu osobu kao Catwoman jer nije htjela odvratiti pozornost od emocionalnog putovanja lika.
- Paul Dano kao Edward Nashton/Riddler: Forenzički računovođa kojeg je Batman inspirirao da postane serijski ubojica koji cilja na elitne građane Gothama i uživo prenosi svoje zločine. On nastoji "raskrinkati istinu" o Gothamu, ismijavajući Batmana i policiju zagonetkama. Reeves je rekao da Batman koji inspirira Riddlera odražava ideju iz stripa da on sam stvara svoje neprijatelje i da Riddlerov napad na Gotham daje liku "političku agendu" kao figura nalik teroristu. Smatrao je da su Batman i Riddler "dvije strane istog novčića" uznemirujuće, budući da imaju slične ciljeve. Usporedio je Riddlera sa Zodiac Killerom, za kojeg je smatrao da je Riddler iz "stvarnog života" zbog njegove prakse komuniciranja šiframa i zagonetkama, dok je Dano rekao da je njegova izvedba uravnotežila osnovu stvarnog života s teatralnošću franšize o Batmanu.
- Jeffrey Wright kao James Gordon: Batmanov saveznik u policijskoj upravi grada Gothama (GCPD). On je jedini službenik GCPD-a kojemu Batman vjeruje i zajedno rade na rješavanju slučaja Riddler. Wright je opisao Gordona kao "srodnika Gotham Cityja, policije Gotham Cityja, Batmana, pravde i korupcije". Slično trilogiji Vitez tame (2005. – 2012.) Christophera Nolana, Gordon počinje kao poručnik GCPD-a u The Batmanu, dopuštajući da njegov napredak do povjerenika bude prikazan u narednim filmovima. Wright je smatrao da prikazati Gordona kao poručnika omogućilo da igra veću ulogu u usporedbi s prethodnim filmskim iteracijama. Reeves je smatrao da je Batmanovo i Gordonovo partnerstvo više naglašeno u Batmanu nego što je bilo u prethodnim filmovima o Batmanu, te ih je usporedio s Carlom Bernsteinom (Dustin Hoffman) i Bobom Woodwardom (Robert Redford) iz Svi predsjednikovih ljudi (1974).
- John Turturro kao Carmine Falcone: Mafijaš iz Gothama i Selinin otac. Riddlerova primarna meta, Falcone ima velik dio Gothama pod svojom kontrolom; Turturro ga je opisao kao "opasnog tipa", dok je Reeves rekao da je "naizgled... otmjeni mafijaš, ali [on] se pokazalo da iza sebe ima vrlo, vrlo mračnu povijest" i usporedio ga s Noahom Crossom (John Huston) iz Kineske četvrti (1974). Film sugerira da je Falcone igrao ulogu u Batmanovoj priči o podrijetlu tako što je naredio ubojstvo Thomasa i Marthe Wayne. Falcone nosi vintage sunčane naočale tijekom cijelog filma, jer je Turturro smatrao da liku treba "maska".
- Peter Sarsgaard kao Gil Colson: Gothamov okružni tužitelj, kojeg je Sarsgaard opisao kao neistinitog i "neukusnog".
- Andy Serkis kao Alfred Pennyworth: Batmanov batler i mentor, iako imaju napet odnos i rijetko razgovaraju. Pattinson je opisao Alfreda kao Batmanova jedinog pouzdanika, iako Alfred "misli da je poludio!" Za razliku od prethodnih filmskih inkarnacija, Alfred ima vojno iskustvo, što se odražava u tome što je "naviknut na pravila i propise, strukturu i preciznost" kao i njegovo odijevanje i držanje. Kako bi ilustrirao Alfredov fizički izgled kao vojnog veterana, Reeves je došao na ideju da ima štap, dok je Serkis predložio njegove ožiljke na licu. Serkis je rekao da je Alfred bio "dio tajne službe, a zatim sigurnosnog tima koji je brinuo o Wayne Enterprises"; njegovo je podrijetlo dovelo do toga da je postao više "mentor i učitelj" nego očinska figura koja je Bruceu bila potrebna. Reeves je primijetio da je Alfred bio prisiljen postati Bruceov roditelj unatoč tome što je bio neiskusan, te se osjeća krivim što je njegovo roditeljstvo Brucea moglo dovesti do njegovog opsesivnog putovanja kao Batmana.
- Colin Farrell kao Oswald "Oz" Cobblepot/Penguin: Falconeov glavni poručnik koji upravlja Iceberg Loungeom, noćnim klubom u kojem Selina radi. On još nije kralj kriminala kakvim je prikazan u stripovima i ne voli da ga se naziva Pingvinom. Reeves je objasnio da je Penguin "mafijaš srednjeg ranga i da ima malo razmetljivosti, ali možete vidjeti da želi više i da je podcijenjen". Reeves je Pingvina usporedio s Fredom Corleoneom (John Cazale) iz Kuma (1972.), zbog "beznačajnosti u kojoj živi, u obitelji koja je puna vrlo snažnih, vrlo bistrih, vrlo sposobnih, vrlo nasilnih muškaraca."

### Sporedna
- Jayme Lawson kao Bella Reál: političarka i kandidatica za gradonačelnicu.
- Alex Ferns kao Commissioner Pete Savage: korupni kolega Gordona.
- Rupert Penry-Jones kao Don Mitchell Jr.: korupni gradonaćelnik Gothama i prva žrtva Riddlera.

### Ostala
- Barry Keoghan cameo kao Joker (kreditiran kao "Unseen Arkham Prisoner")
- Jay Lycurgo kao kriminalac
- Gil Perez-Abraham
- Charlie i Max Carver
- Con O'Neill

## Produkcija

### Razvoj
Nakon što je dobio ulogu Batmana u filmu Batman v Superman: Zora pravednika (2016.), Ben Affleck počeo je razvijati film usmjeren na likove u kojem glumi Geoff Johns, te je u početku je trebao režirati, pisati, producirati i igrati glavnu ulogu. U veljači 2017. godine Affleck je napustio režiju filma i pisanje kako bi se usredotočio na svoj portret Batmana. Matt Reeves preuzeo je ulogu redatelja i scenarista sljedećeg mjeseca, prepravljajući priču kako bi se usredotočio na mlađeg Batmana, s namjerom da istraži istraživačke i detektivske vještine lika u većoj mjeri od prethodnih filmskih verzija. U siječnju 2019. godine Affleck je napustio ulogu, proglasivši se nezadovoljnim scenarijem koji je pisao s Geoffom Johnsom i da više neće glumiti Batmana. U svibnju 2019. godine Robert Pattinson dobio je ulogu novog protagonista. Također je otkriveno da film neće biti prequel i da ova nova verzija lika neće imati veze s onom viđenom u Batman v Superman: Zora pravednika, Odred otpisanih, Liga pravde i Liga pravde Zacka Snydera. Za scenarij, Warner Bros. je odabrao Mattsona Tomlina i Petera Craiga da rade zajedno s Reevesom.

### Snimanje
Snimanje je započelo u siječnju 2020. u Londonu, pod radnim nazivom Vengeance. Greig Fraser izabran je za direktora fotografije, ponovno se sastao s Reevesom nakon zajedničkog rada na Pustite me unutra (2010.) Prizori na groblju snimljeni su sredinom veljače u nekropoli u Glasgowu. U ožujku je Warner Bros. odlučio preseliti proizvodnju u Liverpool zbog pandemije COVID-19. Za razliku od drugih studija s filmovima u produkciji, Warner Bros nije planirao obustaviti snimanje, ali je na kraju to učinio na dva tjedna 14. ožujka 2020.
Reeves je 25. ožujka 2020. objavio da je snimanje obustavljeno na neodređeno vrijeme, ali da planira nastaviti nakon što to bude sigurno. 
Snimanje je zatim nastavljeno 17. rujna 2020., a završilo 12. ožujka 2021.

### Vizualni efekti
Dan Lemmon bio je nadzornik vizualnih efekata, nakon što je prethodno surađivao s Reevesom na filmovima Planet majmuna: Revolucija (2014.) i Planet majmuna: Rat (2017.) Dobavljači vizualnih efekata za film uključivali su Weta Digital, Industrial Light & Magic i Scanline VFX.

### Glazba
U listopadu 2019. godine Reeves je najavio da će njegov uobičajeni suradnik Michael Giacchino skladati soundtrack filma. U prvim tjednima 2022. objavljene su teme Batmana, Riddlera i Catwoman.

## Promocija
Prvi trailer za film objavljen je tijekom DC FanDomea 22. kolovoza 2020. godine. Proširena verzija DC FanDome trailera objavljena je istovremeno u kinima s filmom Odred otpisanih: Nova misija. Drugi trailer objavljen je tijekom sljedećeg DC FanDomea 16. listopada 2021. godine. Treći trailer pod nazivom "The Bat and the Cat" neočekivano je objavljen 27. prosinca 2021. godine. Na internetu 29. prosinca 2021. objavljen je trominutni isječak pogrebne scene. Nakon tjedan dana Warner Bros objavio je isječak na svojim kanalima. U veljači 2022. objavljeno je više snimki iz filma u sklopu teasera za Warner Bros u  2022-oj godini.

## Distribucija
Američko kino izdanje prvotno je bilo zakazano za 25. lipnja 2021., a zatim odgođeno zbog pandemije COVID-19 prvo do 1. listopada 2021., zatim do 4. ožujka 2022.

### Kućno izdanje
The Batman je postao dostupan za streaming na HBO Maxu 45 dana nakon kino izdanja.

## Kritike
Na internetskoj stranici Rotten Tomatoes, Batman ima ocjenu odobravanja od 85% na temelju 499 recenzija, s prosječnom ocjenom 7,6/10. Konsenzus kritičara stranice glasi: "Turan, grub i zadivljujući super-noir, Batman se svrstava među najcrnje – i nadasve uzbudljivo ambiciozne – akcijske izlete Tamnog viteza." Stranica Metacritic, koja koristi ponderirani prosjek, dodijelila je filmu ocjenu 72 od 100, na temelju 68 kritičara, što ukazuje na "općenito povoljne kritike". Publika koju je anketirao CinemaScore dala je filmu prosječnu ocjenu "A–" na ljestvici od A+ do F, dok su mu oni iz PostTraka dali 87% pozitivne ocjene (s prosjekom 4,5 od 5 zvjezdica), a 71% je reklo da bi svakako preporučujem.
Suradnik IGN-a Alex Stedman dao je ocjenu 10 od 10, napisavši: "Batman je uzbudljiv, prekrasan i na trenutke stvarno zastrašujući psihološki kriminalistički triler koji daje Bruceu Wayneu utemeljenu detektivsku priču kakvu zaslužuje." Adam Nayman iz The Ringer je dao filmu uglavnom pozitivnu recenziju, ali je kritizirao neke aspekte filma, posebno završni čin, međutim, izjavio je da je "Batman film o Batmanu kakav zaslužujemo, iako: prenapregnut i predug, ali također pažljivo izrađen i uzbudljiv. Dovoljno je dobar da poželimo da je bolji - raskošan dio intelektualnog vlasništva koji se na kraju cijeni samo pružanjem jeftinih uzbuđenja." Pišući za The National, Jason Mottram nazvao je film "jednim od najmračnijih i najuvjerljivijih filmova baziranim na stripu moderne ere" hvaleći izvedbe, akcijske sekvence i priču. Recenzent Digital Spyja, Ian Sandwell, pohvalio je izvedbe i smatrao da je "Lako pogrešno shvatiti Batmana, ali Reevesu to nikad niti ne prijeti. Batman je zadivljujući, jeziv i svjež novi pogled na ikoničnog DC heroja koji će vas ostaviti očajnima za još jedan posjet ovom besprijekorno izrađenom svijetu." Clarisse Loughrey iz The Independenta dala je filmu ocjenu 4/5 i napisala "Matt Reevesovo viđenje Viteza tame možda nije čudo koje određuje žanr, ali donosi suženi, intimni portret, dok Žena mačka Zoe Kravitz unosi gotovo izumrlu senzualnost u ulogu." Iz The Hollywood Reportera, David Rooney pohvalio je film kao jedinstven i izjavio da je "ovo ambiciozno ponovno pokretanje utemeljeno na suvremenoj stvarnosti u kojoj institucionalno i političko nepovjerenje rađa neobuzdani vigilantizam", ali je smatrao da "Reevesov film zakucava spoznaju da negdje usput u skladu s tim, netko je — vjerojatno Christopher Nolan — odlučio da filmovi o Batmanu više ne bi trebali biti zabavni." Peter Debruge iz Variety također je pohvalio film, ističući temeljit i noir pogled na Batmana, te pohvalio film zbog "njegove spremnosti demontirati i ispitati sam koncept superjunaka." Alex Abad-Santos iz Voxa dao je filmu pozitivnu ocjenu i napisao da film "shvaća veličinu lika u klasičnoj noir detektivskoj priči" i da film "obogaćuje Batmanovu nasljeđe, komplicirajući ga time što vjeruje svojoj publici da propituje njegovo herojstvo i na kraju razmišlja o tome što Batmana čini herojem — ili je li on uopće heroj." 
Peter Bradshaw iz The Guardiana pohvalio je izvedbe, ali je smatrao da "neizbježno, noć pada na najnoviju iteraciju Batmana s mutnim osjećajem da – naravno – ništa zapravo nije bilo na kocki." Richard Brody iz The New Yorkera dao je kritičniji osvrt, hvaleći prva dva sata filma i "zamršenost isprepletenih zapleta filma", ali je naposljetku kritizirao likove, jer je smatrao da su "svedeni na pregršt osobina i pozadinsku priču, definiranu isključivo njihovim funkcija u zapletu." Ann Hornaday iz The Washington Posta ocijenila je film s 1,5 od 4 zvjezdice, kritizirajući film zbog njegovih mračnih vizualnih prikaza i dugotrajnosti, nazivajući ga "još jednom turobnom, naporno mračnom parolom koja se maskira kao zabava film iz stripa." Slično, A.O. Scott iz The New York Timesa također je kritizirao film zbog mračnih vizualnih prikaza, osim što je rekao da film ima previše ekspozicije, ali je pohvalio glumačku postavu i Giacchinovu glazbu, te na kraju zaključio izjavom "Ne mogu reći da sam imao dobar provod, ali sam završio negdje gdje nisam očekivao da ću biti: veselim se sljedećem poglavlju." Mick LaSalle iz San Francisco Chroniclea također je dao negativnu recenziju, kritizirajući film zbog političkih komentara, povlačeći usporedbe s Jokerom (2019), ali je također pohvalio neke od izvedbi. Pišući za Sight and Sound, Kim Newman je dala recenziju bez entuzijazma, kritizirajući duljinu filma i smatrajući da su sekundarni likovi, poput poručnika Gordona, Seline Kyle, Alfreda i Penguina, nedovoljno razvijeni i "podređeni slučaju", iako je hvalio Pattinsonovu izvedbu i detektivski orijentiranog Batmana.

## Nastavak

### Sequel
The Batman bi trebao biti prvi film nove filmske trilogije o Batmanu i uspostaviti zajednički svemir usmjeren prema Batmanu odvojen od DCEU-a. Obavljeno je da su se ključni glumci prijavili za buduće filmove od studenog 2019. U prosincu 2021. godine Pattinson je rekao da ima ideje za razvoj Batmanovog lika u daljnjim filmovima, dok je Clark rekao da će Batman postaviti temelje za buduće filmove na kojima će se graditi. Pattinson i Reeves izrazili su zanimanje za predstavljanje Robina i prikazivanje Court of Owlsa, Calendar Mana i Mr. Freezea kao zlikovaca u nastavku.

### Spin-off televizijske serije

#### Gotham City Police Department
HBO Max počeo je razvijati spin-off policijsku televizijsku seriju u srpnju 2020., koju su napisali Reeves i Terence Winter, koja je bila usredotočena na policijsku upravu Gotham Cityja. Serija je trebala proširiti svemir filma i njegovo istraživanje korupcije u Gotham Cityju, a Reeves i izvršni producent Winter producirali su seriju zajedno s Danielom Pipskim, Adamom Kassanom i Dylanom Clarkom. Nakon najave serije bilo je nejasno hoće li glumci poput Wrighta i Pattinsona reprizirati svoje uloge iz filma. Tijekom DCFanDome događaja u kolovozu, serija je otkrila radnju da je postavljena tijekom Batmanove prve godine borbe protiv kriminala, iz perspektive korumpiranog časnika GCPD-a. Winter je napustio seriju zbog kreativnih razlika u studenom, a Joe Barton ga je zamijenio voditeljem u siječnju 2021.

#### Penguin serija
Do rujna 2021. godine HBO Max razvijao je spin-off seriju usmjerenu na Penguinu. Lauren LeFranc angažirana je za pisanje serije, a Reeves i Clark bili su izvršni producenti. Farrellu su se obratili o ponavljanju njegove uloge iz filma, iako dogovora nije bilo. Farrell je u prosincu ipak potpisao svoju ulogu, također obnašajući dužnost izvršnog producenta. Serija će biti samostalna priča Batmana i prikazati Pingvinov uspon na vlast, koji je Clark usporedio s filmom Lice s ožiljkom (1983.).

## Vanjske poveznice
- Službena stranica
- The Batman u internetskoj bazi filmova IMDb-a